# Johann Christian Friedrich Steudel
Johann Christian Friedrich Steudel (Esslingen am Neckar, 25 ottobre 1779 – Tubinga, 24 ottobre 1857) è stato un teologo tedesco di fede luterana.
Fu il fratello del botanico Ernst Gottlieb von Steudel.

## Biografia
Dal 1797 studiò teologia protestante all'Università di Tubinga. A partire dal 1803 lavorò come vicario a Oberesslingen e due anni dopo divenne tutore al Tübinger Stift. Nel 1808 si recò a Parigi, dove studiò con Silvestre de Sacy e Carl Benedict Hase.Dopo il suo ritorno in Germania, prestò servizio come diacono a Cannstatt (dal 1810) e Tubinga (dal 1812). Nel 1815 divenne professore associato di teologia all'Università di Tubinga, dove nel 1822 ottenne la cattedra a tempo pieno. Dal 1826 in poi fu professore di dogmatica e teologia dell'Antico Testamento nel medesimo ateneo.
Fu un sostenitore del soprannaturalismo razionale e fu l'ultimo membro di spicco della cosiddetta "vecchia scuola di Tubinga" di teologia. Durante l'ultima parte della sua carriera, attaccò aspramente il controverso libro di David Strauss, Das Leben Jesu.

## Opere
Nel 1828 fondò la rivista Tubinger Zeitschrift für Theologie. Di seguito sono riportati alcuni degli scritti significativi di Steudel:
- Ueber die Haltbarkeit des Glaubens an geschichtliche, hohere Offenbarung Gotte, 1814 (Sulla durata della fede in una rivelazione storica e superiore di Dio).
- Neuere Vorträge über Religion und Christenthum, 1825 (Conferenze più recenti su religione e cristianesimo).
- Grundzüge einer Apologetik für das Christenthum, 1830 (Principi di apologetica per il cristianesimo).
- Die Glaubenslehre der evangelisch-protestantischen Kirche, 1834 (La dottrina della fede della Chiesa evangelica-protestante).[6]

Dopo la sua morte, le sue lezioni sulla teologia dell'Antico Testamento furono pubblicate da Gustav Friedrich Oehler